# Atletica leggera ai Giochi della XXI Olimpiade - Salto triplo

Video della Finale (video su Viktor Saneev)

Il salto triplo ha fatto parte del programma maschile di atletica leggera ai Giochi della XXI Olimpiade. La competizione si è svolta nei giorni 29 e 30 luglio 1976 allo Stadio Olimpico (Montréal).

## Presenze ed assenze dei campioni in carica
| Competizione      | Atleta                  | Prestazione | Montréal 1976 |
| ----------------- | ----------------------- | ----------- | ------------- |
| Monaco 1972       | Viktor Saneev           | 17,35 m     | Presente      |
| Europei 1974      | Viktor Saneev           | 17,23 m     | Presente      |
| Asiatici 1974     | Toshiaki Inoue          | 16,45 m     | Presente      |
| Panamericani 1975 | João Carlos de Oliveira | 17,89A m    | Presente      |

Il vincitore dei Trials USA è James Butts con 17,29 v. 

## Turno eliminatorio
Qualificazione16,30 m
Esattamente 12 atleti ottengono la misura richiesta.

La miglior prestazione appartiene a João Carlos de Oliveira (Bra), con 16,81.

## Finale
Stadio Olimpico, venerdì 30 luglio.
Tutti attendono lo scontro tra la potenza esplosiva del brasiliano De Oliveira, opposta alla freddezza del bicampione olimpico sovietico Saneev.

La gara parte lenta, poi alla terza prova Saneev atterra a 17,06, primo oltre la fettuccia dei 17. De Oliveira gli risponde "solo" con 16,85. Alla quarta prova sale in testa l'americano Butts con 17,18. Saneev non si scompone ed infila un 17,29 che ristabilisce le distanze. Né l'americano né il brasiliano riescono a replicare. De Oliveira ha un'ultima opportunità ma - evidentemente in giornata no - atterra solo a 16,90.
| Pos     | Paese e Atleta          | 1º salto | 2º salto | 3º salto | 4º salto | 5º salto | 6º salto | Miglior Misura | Note |
| ------- | ----------------------- | -------- | -------- | -------- | -------- | -------- | -------- | -------------- | ---- |
| Oro     | Viktor Saneev           | X        | 16,71    | 17,06    | X        | 17,29    | X        | 17,29          |      |
| Argento | James Butts             | 16,69    | 16,76    | 14,80    | 17,18    | 16,55    | 16,61    | 17,18          |      |
| Bronzo  | João Carlos de Oliveira | X        | 16,15    | 16,85    | 14,91    | 16,69    | 16,90    | 16,90          |      |
| 4       | Pedro Pérez             | 16,81    | 16,24    | 16,48    | 16,47    | X        | X        | 16,81          |      |
| 5       | Tommy Haynes            | 15,46    | X        | 16,68    | 16,78    | 16,71    | 16,71    | 16,78          |      |
| 6       | Wolfgang Koomsee        | 16,23    | X        | 16,68    | 16,58    | 16,31    | X        | 16,68          |      |
| 7       | Eugeniusz Biskupski     | 15,91    | X        | 16,49    | X        | 15,59    | X        | 16,49          |      |
| 8       | Carol Corbu             | 16,07    | 16,18    | 16,43    | X        | 16,00    | -        | 16,43          |      |
| 9       | Jiří Vyčichlo           | X        | X        | 16,28    |          |          |          | 16,28          |      |
| 10      | Pentti Kuukasjärvi      | 16,15    | 16,14    | 16,23    |          |          |          | 16,23          |      |
| 11      | Bernard Lamitié         | X        | 16,23    | 15,93    |          |          |          | 16,23          |      |
| 12      | Rayfield Dupree         | X        | 16,23    | 15,90    |          |          |          | 16,23          |      |